# Bathyceradocus iberiensis
Bathyceradocus iberiensis is een vlokreeftensoort uit de familie van de Maeridae. De wetenschappelijke naam van de soort is voor het eerst geldig gepubliceerd in 1977 door Andres.